# Parc André-Citroën

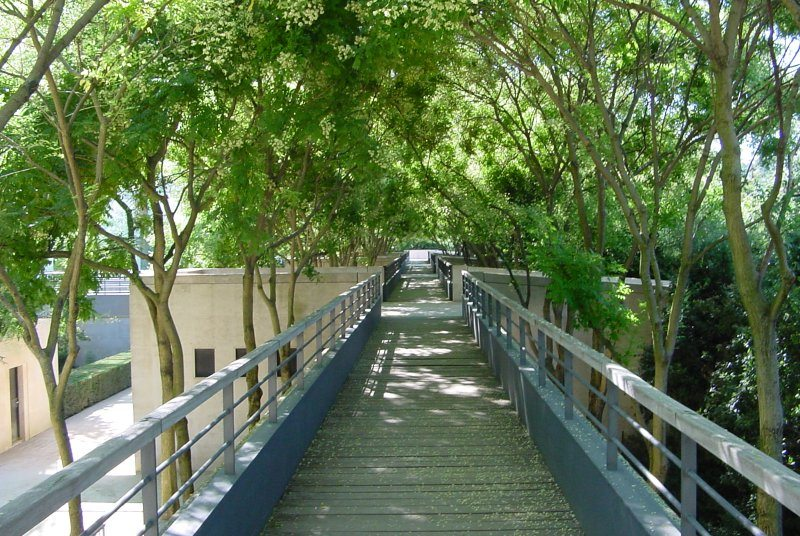
Promenade

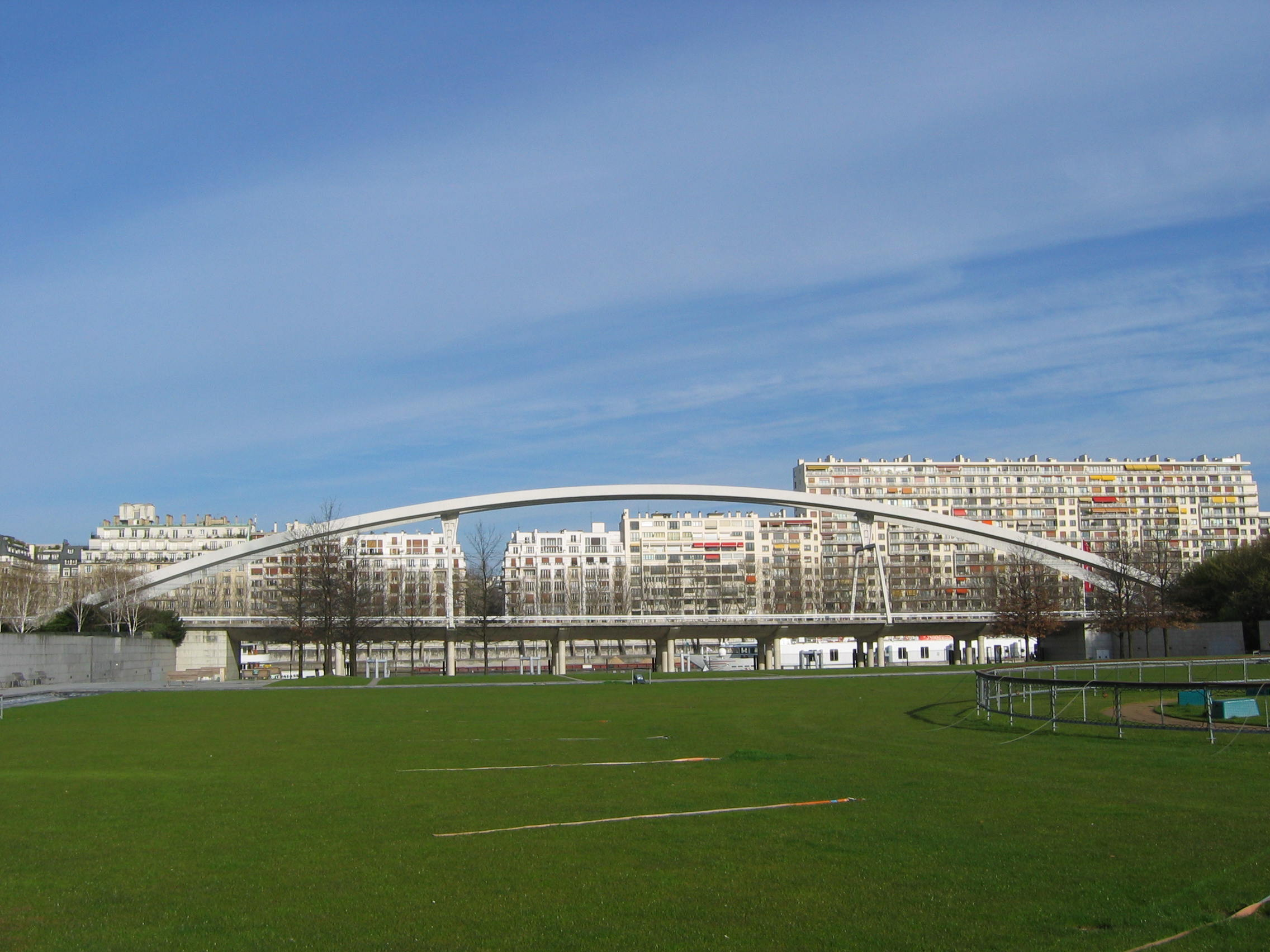
Die RER-Brücke am Rande des Parks

Der Parc André Citroën ist eine Parkanlage in Paris. Auf einer Fläche von 14 ha wurde der Park 1992 im Herzen des 15. Arrondissements auf dem Gelände der ehemaligen Citroën-Automobilfabrik im Stil der Postmoderne von den Landschaftsgärtnern Gilles Clément und Alain Provost und den Architekten Patrick Berger, Jean-François Jodry und Jean-Paul Viguier angelegt.
Die Parkfläche verbindet die Seine mit der Wohnbebauung und bietet so mit dem futuristischen Stil der Geschäfts- und Wohnhäuser einen spannenden Gegensatz. Neben zwei großen Glashäusern finden sich kleinere Themengewächshäuser. Den großzügigen Mittelpunkt bilden von Wasserläufen durchzogene Wiesen, die allmählich zur Seine hin abfallen. Bewundern kann man beispielsweise jeweils einen weißen, schwarzen, roten und blauen Garten. Um die Öffnung zum Seineufer zu gewährleisten, musste der Bahndamm des RER durch eine Brücke ersetzt werden. 
Der Jardin en mouvement (Garten in Bewegung) ist auf den ersten Blick eine naturbelassene Wiese. Löwenzahn, Gänseblümchen, Veilchen, Klee und Gräser wachsen hier ungehemmt. 
Weitere Anziehungspunkte sind der dort installierte Eutelsat-Fesselballon, der als schwebende Aussichtsplattform genutzt wird, sowie zwischen den beiden großen Glashäusern eingerichtete Wasserspiele.
